# گرینفیلد (ماساچوست)
گرینفیلد(به انگلیسی: Greenfield) شهری در شهرستان فرانکلین ایالت ماساچوست می‌باشد که در سال ۱۷۷۵ بنیان‌گذاری شده‌است. این شهر در سرشماری سال ۲۰۱۰ میلادی، ۱۷٬۴۵۶ نفر جمعیت داشته‌است.

## نگارخانه

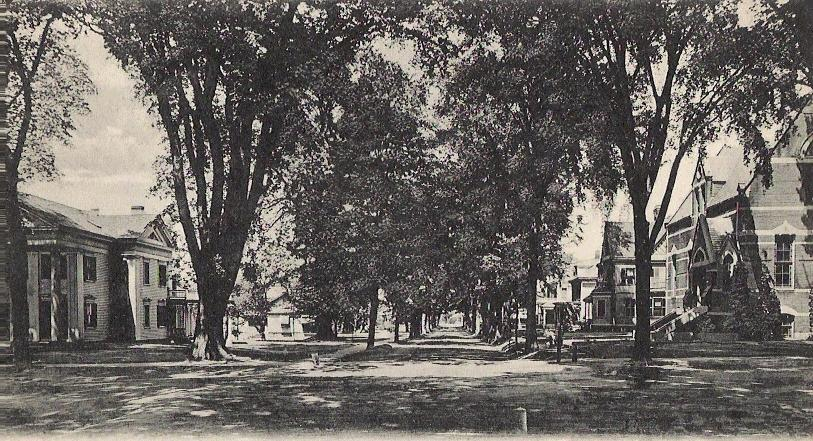